# Руота (Лука)
Руота је насеље у Италији у округу Лука, региону Тоскана.
Према процени из 2011. у насељу је живело 269 становника. Насеље се налази на надморској висини од 344 м.